# Lora Logic
Lora Logic (née Susan Whitby) est une saxophoniste et chanteuse britannique de punk et de post-punk. Son saxophone donnait une tonalité très particulière aux groupes auxquels elle participait.

## Carrière musicale
Elle a joué avec le groupe X-Ray Spex à leurs débuts, alors qu'elle avait 16 ans, attirée par une annonce parue dans l'hebdomadaire Melody Maker à l'automne 1976. Elle a été remerciée avant la sortie du premier album.
Elle a fondé ensuite Essential Logic, après un passage dans une école d'art pour étudier la photographie. Le groupe était d'abord constitué de Lora Logic au chant et au saxophone, de Philip Legg (guitare, chant), de William Bennett (plus tard fondateur de Whitehouse) à la guitare, Mark Turner à la basse (plus tard remplacé par Jon Oliver), Rich Tea à la batterie et Dave Wright au saxophone. Ils ont autoédité leur premier 45 tours sur leur label Cells, puis un maxi chez Virgin Records en 1979, avant de signer chez Rough Trade. Leur 33 tours, Beat Rhythm News - Waddle Ya Pay? sort en 1979, suivi par plusieurs 45 tours avant la séparation du groupe en 1980. 
En 1980-1981, Logic a été membre du Red Krayola et a joué sur des disques des Raincoats, des Stranglers et des Swell Maps.
Elle a sorti un album solo, Pedigree Charm, chez Rough Trade, en 1982, ainsi qu'un maxi 45 tours.
Pendant son séjour chez les Hare Krishna, elle a joué avec Poly Styrene dans un groupe d'inspiration reggae avec d'autres Krishnas, Juggernaut, qui a fait quelques concerts au Glastonbury Festival en 1983. Elle a aussi chanté pour Boy George (Sur "Bow Down Mister" en 1991) et l'a accompagné à l'émission télévisée Top of the Pops. Elle a aussi participé à la reformation d'X-Ray Spex, qui ressort un album, Conscious Consumer, en 1995).
Elle relance Essential Logic en 2001 et sort un 4 titres de nouveaux morceaux. Le groupe est alors composé d'anciens membres du groupe ska Bad Manners (le bassiste Dave Jones et le batteur Nick Pretzell) et du guitariste Gary Valentine, ancien de Blondie. En 2002, quatre nouveaux titres, enregistrés par Lora et Martin Muscatt en 1998 ont été diffusés par l'intermédiaire du site musical Vitaminic.
En 2003, une anthologie de deux CD de Essential Logic est sortie sur le label Kill Rock Stars, sous le titre Fanfare in the Garden.

## Hare Krishna
Comme Poly Styrene d'X-Ray Spex, elle a quitté la musique au début des années 1980 pour rejoindre les Hare Krishna, initiée par son amie Liz Gordon. Elle a passé quelque temps dans une résidence offerte à la communauté par George Harrison. Pour elle, ce fut un moyen de se purifier, notamment après certains abus de drogues de l'époque Essential Logic. Elle a voyagé en Inde et dans différents temples européens de la secte.
Elle a deux enfants issus d'un mariage arrangé par son temple en 1984, mariage qui avait perduré.